# Бобы

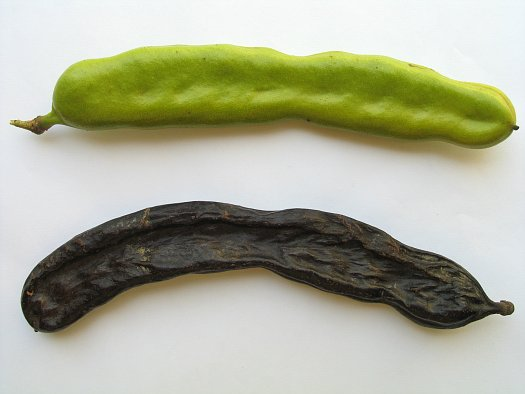
Бобы рожковое дерево|рожкового дерева (Ceratonia siliqua)

Бобы́ — термин, как правило, обозначающий плоды либо семена любой зернобобовой культуры, а также растений семейства Бобовые (Fabaceae) в целом.

## Боб как плод
|  |

В ботанике словом «боб» обозначается плод растений семейства бобовых; в быту такой плод обычно называют словом «стручок», которым в ботанике принято именовать другую разновидность плодов. Боб состоит из двух длинных тонких створок, соединённых краями и в отличие от стручков не имеют внутренней продольной перегородки. Внутри боба содержится небольшое количество семян, расположенных в одну линию. Семена крепятся к брюшному шву коротенькими семяножками. Форма плода обычно вытянутая — прямая или изогнутая, но у некоторых растений боб свёрнут спиралью. Созревший боб обычно высыхает и раскрывается, из него высыпаются семена. Однако, у многих растений боб падает на землю нераскрытым, а у арахисов вообще зарывается в почву. Боб развивается из одночленной цельной, не разделяющейся на доли, одногнёздной завязи. У подсемейства Мотыльковые (собственно Бобовые) боб раскрывается по двум швам, у подсемейства Цезальпиниевые — по одному шву или не раскрывается, у подсемейства Мимозовые — раскрывается или не раскрывается.

## Боб как семя
В быту словом «боб» обозначается семя растений семейства бобовых. Оно имеет округлую, но не сферическую форму. Наиболее часто встречается изогнутая овальная форма. Семя покрыто тонкой кожицей. Содержит очень большое количество белка, довольно много растительного масла. Многие семена применяются в пищу.

## Производство
Мировым лидером в производстве сухих бобов является Индия, затем следуют Бразилия и Мьянма, соответственно с 4,87, 3,2 и 3,03 миллионов тонн. В производстве зеленых бобов лидирует Китай с 13 миллионами тонн.

## В культуре
Выражение «остаться на бобах» означает остаться в проигрыше, не получить ничего, потерпеть неудачу (в результате своей деятельности, стараний и т. п.):
- «Проходит после того день, другой, неделя, а они все, может быть, думают, что мне не надо, — так я на бобах и остался!» (А. Писемский, «В водовороте»)
- «Да разве ты не знаешь, что такое значит „оставить на бобах“? Ничего не даст Машеньке, — вот и вся недолга» (Н. Лесков, «Святочные рассказы»)
- «Из-за некой женщинки я однажды бросил всё: институт, семью, дочь, всё бросил к чёрту. И остался на бобах» (Ю. Бондарев, «Игра»)